# Elecciones municipales de 2019 en Santorcaz
Las elecciones municipales de 2019 se celebraron en Santorcaz el domingo 26 de mayo, de acuerdo con el Real Decreto de convocatoria de elecciones locales en España dispuesto el 1 de abril de 2019 y publicado en el Boletín Oficial del Estado el día 2 de abril. Se eligieron los 7 concejales del pleno del Ayuntamiento de Santorcaz.

## Resultados
La candidatura más votada en esta legislatura fue la del Partido Socialista Obrero Español, cuya lista estaba encabezada por Rubén Gómez, la cual obtuvo 5 concejales en el pleno municipal, dos más que en la anterior y por lo tanto la mayoría absoluta. El Partido Popular fue el gran perdedor de la cita electoral al perder la alcaldía pasando de 5 escaños a 2 en la actual legislatura. El partido vecinal Juntos por Santorcaz no consiguió representación en el consistorio.Boletín Oficial del Estado el día 2 de abril.
Los resultados completos se detallan a continuación: 
| Candidatura                | Candidatura                              | Votos | %                               | Escaños                         |
| -------------------------- | ---------------------------------------- | ----- | ------------------------------- | ------------------------------- |
|                            | Partido Socialista Obrero Español (PSOE) | 354   | 61,67                           | 5                               |
|                            | Partido Popular (PP)                     | 181   | 31,53                           | 2                               |
|                            |                                          |       |                                 |                                 |
| Juntos por Santorcaz (JPS) | Juntos por Santorcaz (JPS)               | 36    | 6.27                            | 0                               |
| Votos en blanco            | Votos en blanco                          | 3     | 0,52                            |                                 |
| Votos válidos              | Votos válidos                            | 571   | 100,00                          | 7                               |
| Votos nulos                | Votos nulos                              | 7     | Participación: \| \| 85,19 % \| | Participación: \| \| 85,19 % \| |
| Votantes                   | Votantes                                 | 581   | Participación: \| \| 85,19 % \| | Participación: \| \| 85,19 % \| |
| Electores                  | Electores                                | 682   | Participación: \| \| 85,19 % \| | Participación: \| \| 85,19 % \| |
|                            | 85,19 %                                  |       |                                 |                                 |

## Concejales electos
Relación de concejales electos:
| N.º | Nombre                     | Lista | Lista |
| --- | -------------------------- | ----- | ----- |
| 1   | Rubén Gómez Buil           |       | PSOE  |
| 2   | María Luisa Tamayo Sánchez |       | PP    |
| 3   | Mercedes Calleja Sánchez   |       | PSOE  |
| 4   | Hugo Garrido Hidalgo       |       | PSOE  |
| 5   | Rebeca del Olmo Ocaña      |       | PP    |
| 6   | Enrique Buil Álvarez       |       | PSOE  |
| 7   | Eloisa Buil Tamayo         |       | PSOE  |

## Acontecimientos posteriores
Investidura del alcalde